# 宿儺かぼちゃ
宿儺かぼちゃ（すぐなかぼちゃ）は、かぼちゃの一品種である。岐阜県高山市丹生川町（旧大野郡丹生川村）の特産品であり、宿儺南瓜、すくなかぼちゃともいう。
元々は、高山市丹生川町で自家用野菜として栽培されていたカボチャである。2001年（平成13年）、宿儺かぼちゃと命名される。名前は、飛騨国に伝わる伝説上の「両面宿儺（りょうめんすくな）」から。

## 特徴
- ヘチマのような形をしており、長さは50〜80cm。重さは1個2.5kg前後で大きな物は5kg程にもなる。表皮は淡い緑色に濃い緑色のまだら模様が入り、表面は滑らかである。果肉は鮮やな黄色である。
- 4〜6月播種で収穫期間が8〜10月。
- かつては自家用野菜であったが、現在は品種の安定の為に、「宿儺かぼちゃ」の特徴の出ている物の種子を選抜している。
- 大型のかぼちゃの為、市場に出回る際は適度な大きさに切られている。
- 糖度が高く、スープやデザート、煮物に使用されることが多い。